# 1778 en architecture
| Années de l'architecture : 1775 - 1776 - 1777 - 1778 - 1779 - 1780 - 1781    |
| Décennies de l'architecture : 1740 - 1750 - 1760 - 1770 - 1780 - 1790 - 1800 |

Cet article présente les faits marquants de l'année 1778 en architecture.

## Réalisations
- Soufflot construit le dôme de l’église Sainte-Geneviève à Paris.
- Firmin Perlin construit l’Hôtel de Mercy-Argenteau, 16, boulevard Montmartre, Paris (9e arrondissement).

## Événements
- x

## Récompenses
- Prix de Rome : Guy de Gisors et père François Jacques Lannoy.

## Naissances
- 3 juillet : Carl Ludwig Engel († 4 mai 1840).

## Décès
- x